# Invasion de Dul Ashir
L’invasion de Dul Ashir (de décembre 623) (arabe : غزوة العشيرة) est la troisième expédition menée par le prophète Mahomet. Elle s'est déroulée sans combat.

## Histoire
Au mois de Djoumada at Tania de la deuxième année après l'hégire, Mahomet organise une troisième expédition en vue de récupérer les biens des Muhajirun, chassés de la Mecque.[réf. nécessaire]
Sa stratégie était d'intercepter les caravanes de commerce quraichite qui faisaient la route entre Damas et la Mecque. À la tête de près de deux cents cavaliers, il comptait faire une embuscade à des caravaniers mecquois qui partaient vers la Syrie. Arrivé à la place nommé Uchayra , il s'est aperçu que la caravane était déjà passée. Il invita alors les tribus de Banu Dhamra et de Banu Madlej à se joindre à lui,.